# Nicolás Segundo Gennero
Nicolás Segundo Gennero (La Banda, provincia de Santiago del Estero, Argentina, 1899–Buenos Aires, 1960), fue un compositor, pianista y profesor de música dedicado al género del folclore que compuso tanto obras netamente folclóricas, como otras que mantienen algunos elementos de ese género o que están basadas en textos de renombrados poetas, además de piezas que pueden ser consideradas clásicas o académicas.

## Actividad profesional
Algunas de las primeras actividades profesionales de Gennero vinculadas a la música fue acompañando al piano la proyección de películas mudas en salas de cine y como pianista en una radio local; más adelante, en la década de 1930,  fue nombrado vicedirector en la misma radioemisora cuando el violinista Pedro Cinquegrani era su director y, al retirarse este, lo sucedió en el puesto. Paralelamente ejerció la docencia en el Conservatorio Provincial de Música, dirigido por el profesor Enrique Arias. Al jubilarse, Gennero se radicó en la ciudad de Buenos Aires donde trabajó en la Sociedad Argentina de Autores y Compositores en la labor de aprobación de la música que se presentaba para ser registrada y al mismo tiempo realizó conciertos en el Teatro General San Martín, tuvo a su cargo un espacio en la Radio Municipal de dicha ciudad y dirigió la orquesta de Radio del Estado y de Radio El Mundo.

## Labor como compositor
Sus piezas para guitarra Alegría en los pañuelos y La Alma Mula fueron grabadas por Atahualpa Yupanqui, el escondido El Isleño (Todos los domingos) la registraron y popularizaron los Hermanos Ábalos, su obra Alborada Quichua fue interpretada en Radio Nacional por el violinista santiagueño Humberto Carfí y su hermana, Anahí Carfí, la zamba La chujchala, una recopilación y adaptación de una pieza popular anónima santiagueña, fue grabada por Hugo Díaz. Algunas de las obras de su autoría mantienen algunos elementos del folclore sin pertenecer a ese género como por ejemplo, entre otras, En el altiplano, Estilo y Santiagueña; entre las que están basadas en textos de renombrados poetas se encuentran Leda, de Rubén Darío o Poema del retorno, de José Santos Chocano y entre las piezas que pueden ser consideradas clásicas o académicas pueden citarse el ballet El pala pala, el Divertimento para conjunto de cámara, la fuga Ahí viene la vaca, el poema sinfónico Al alba florecen los ceibos y el rondó Sarabanda de otoño.
Escribió Música folclórica de Santiago del Estero, un trabajo de recopilación y adaptación para piano de diversas canciones y estilos de la música popular santiagueña, así como también varias de las canciones que le pertenecen.

## Valoración y homenajes
El profesor Sergio Valle dijo de Gennero:

”tras de haber bebido con profundas raíces esa enorme riqueza musical que Santiago tiene, la llevó, con su gran conocimiento musical a planos elevados, incursionando hasta en el difícil terreno de la música de cámara, vocal e instrumental. Su obra…es de una calidad sorprendente. … puede hablar, no solo de su profundo contenido emotivo, sino también del respeto con que Gennero trataba los temas del tesoro musical santiagueño transportándolos al terreno de la gran música, sin que por ello perdiera su más pura esencia”.

Por su parte en ocasión de designarse con su nombre a una Escuela de Música en 1966, Irma Renzi de Noriega expresó de Gennero:

”fue no sólo un espíritu dotado de gran sensibilidad musical, sino también un compositor serio, estudioso, y un intérprete de talento creador…. Buen ejecutante, de exquisito sentido interpretativo y de profunda inspiración, pudo componer con gran éxito música para piano, violín, guitarra, canto, motivos corales, etc, sin olvidar las de carácter folklórico, tan significativas y de tanta aceptación en el ambiente popular argentino.”

En su homenaje llevan su nombre la Escuela del Profesorado de Educación Artística N°1 así como una calle en el barrio Borges de Santiago del Estero